# Флаг Португалии
Флаг Португалии (порт. Bandeira de Portugal) — один из государственных символов Португальской Республики, представляет собой прямоугольное полотнище, состоящее из зелёной части у древкового края полотнища, составляющей 2/5 его длины, и красной части, составляющей 3/5 длины полотнища. Отношение ширины флага к его длине — 2:3. В середине линии соприкосновения зелёной и красной частей с лицевой и обратной стороны полотнища изображён щит на фоне армиллярной сферы из государственного герба Португалии.

## История флагов
Флаг был утверждён 30 июня 1911 года, менее чем через год после падения конституционной монархии в Португалии. Был разработан и принят специальной комиссией, в которую входили португальский художник Колумбану Бордалу Пиньейру, премьер-министр Жуан Пиньейру Шагаш и офицер, дипломат и писатель Абель Ботельо.
Соединение двух новых цветов на флаге Португалии, красного и зелёного, являлось нетрадиционным для главного символа страны. Предложенные республиканцами цвета нарушили связь страны с бывшим религиозным монархическим флагом.
После неудачного республиканского восстания 31 января 1891 года красный и зелёный были выбраны в качестве цветов республиканской партии и связанного с ней движения. Политическая известность партии росла, пока не достигла кульминационного момента, вылившегося в революцию 5 октября 1910 года. Зелёный цвет — символ надежды, путешествий и открытия новых земель, напоминание о временах Генриха Мореплавателя (его личный цвет), красный — символ революции.
Современный дизайн флага представляет собой резкое изменение в эволюции португальских цветов со времён первого короля Португалии Афонсу I Великого, когда флаг представлял квадратное белое полотнище с изображённым на нём синим крестом. Дальнейшие основные изменения, связанные с определёнными политическими событиями внесли свой вклад в дизайн флага.

## Дизайн
После установления республиканского режима в стране указом №141 Национального учредительного собрания от 19 июня 1911 года был одобрен национальный флаг, который заменил флаг конституционной монархии. А 30 июня 1911 года указом №150 официальное положение о флаге было опубликовано в правительственном вестнике.

### Структура
Длина флага в полтора раза больше его ширины и выражается в соотношении 2:3. Полотнище состоит из двух вертикальных частей — зелёной и красной таким образом, что зелёная занимает 2/5 длины флага, а красная — 3/5 (соотношение длины и ширины — 2:3). На линии соприкосновения двух частей и одинаковом расстоянии от верхнего и нижнего края полотнища расположен малый герб Португалии: геральдический щит, помещённый на золотую армиллярную сферу без лаврового венка.
Армиллярная сфера с диаметром равным 1/2 ширины расположена на равном расстоянии от верхнего и нижнего краев флага. Сфера изображает небесную сферу с её основными кругами: на флаге Португалии изображены 4 малые дуги и одна большая (в два раза шире остальных). Малые дуги соответствуют небесному экватору, тропикам Рак и Козерога, а также небесному меридиану, расположенному на границе цветов и делящему сферу на равные части. Большая дуга соответствует эклиптике, большому кругу небесной сферы, по которому происходит видимое годичное движение Солнца.
Вертикально в центре армиллярной сферы расположен серебряный четырёхугольный геральдический щит с закругленным нижним краем и широкой червлёной (красной) каймой. Его высота и ширина равны 7/10 и 6/10 от диаметра сферы соответственно. За щитом расположены пересечения всех дуг армиллярной сферы. В щите расположены в виде прямого креста пять маленьких лазоревых (синих) щитов, в каждом из которых изображено по 5 серебряных безантов (2+1+2), символизирующих раны Христа. На червленой (красной) кайме по периметру расположены семь золотых замков с закрытыми воротами и тремя зубчатыми башнями. В геральдической терминологии герб описывается как «В серебряном щите — пять лазоревых щитов с пятью серебряными безантами, на червлёной кайме семь золотых замков с тройными башнями, три из которых являются главными».
Цвета флага законодательно и нормативно точно не установлены, ориентировочные тона в различных цветых схемах приведены ниже:
| Схема | Красный     | Зелёный       | Жёлтый    | Синий         | Белый       | Чёрный      |
| ----- | ----------- | ------------- | --------- | ------------- | ----------- | ----------- |
| PMS   | 485 CVC     | 349 CVC       | 803 CVC   | 288 CVC       | —           | Black 6 CVC |
| RGB   | 255-0-0     | 0-102-0       | 255-255-0 | 0-51-153      | 255-255-255 | 0-0-0       |
| CMYK  | 0-100-100-0 | 100-35-100-30 | 0-0-100-0 | 100-100-25-10 | 0-0-0-0     | 0-0-0-100   |
| Web   | #FF0000     | #006600       | #FFFF00   | #003399       | #FFFFFF     | #000000     |

### Происхождение
После республиканской революции 5 октября 1910 года пришла необходимость в замене символов свергнутой монархии, главными из которых были национальный флаг и гимн. В выборе цветов флага не возникло разногласий. Были выбраны красно-зелёные цвета республиканской партии, которые пришли на смену королевским сине-белым цветам.
Синий также имел сильное религиозное значение — это был цвет Пресвятой Богородицы, таким образом, его удаление из будущего флага было оправдано республиканцами, как одна из немногих мер для секуляризации государства.
15 октября 1910 года после презентации и обсуждений различных вариантов флага была создана правительственная комиссия. В состав комиссии вошли художник Колумбану Бордалу Пиньейру, премьер-министр Португалии Жуан Пиньейру Шагаш, писатель Абел Ботелью и активные деятели революции 1910 года, офицеры Ладислау Перейра и Афонсу Палла. Комиссия выбрала красно-зелёные цвета республиканской партии, объясняя своё решение патриотическими соображениями. Однако за данным решением скрывался и политический намёк: помимо цветов партии, это также были цвета восстания 31 января 1891 года в Порту и во время революции 1910 года в Лиссабоне. Комиссия решила, что красный должен присутствовать в качестве одного из основных цветов, потому что символизирует борьбу, страсть, мужество, преимущество. Это цвет завоеваний и побед вызывает веселость, пение, жгучесть, радость, напоминает кровь и настоятельно призывает к победам. Объяснение для зелёного придумать было сложнее, учитывая, что это был нетрадиционный цвет в истории португальского флага. В конце концов, зелёный цвет был оправдан тем, что он был на революционном флаге во время восстания 1891 года. Белый цвет на геральдическом щите представлял красоту и братство, в котором слились все остальные цвета, цвет скромности, гармонии и мира, а также это основной цвет Ордена Христа, и символизирует эру великих географических открытий.
Символ Мануэла I — армиллярная сфера, появился на флаге Португалии во время правления Жуана VI и символизировал эпоху
великих португальских мореплавателей, выдающихся путешествий и географических открытий португальцев, а также огромную португальскую колониальную империю. Португальский щит, расположенный на армиллярной сфере, является символом бывшего величия и славы страны, храбрости, упорства, смелости и энергичности португальского народа.
Большое количество экземпляров нового флага было изготовлено к 1 декабря 1910 года, 270-летию независимости Португалии. В этот день флаг был впервые поднят в столице Португалии Лиссабоне на памятнике Реставраторам, а в Национальном театре прошёл поэтический концерт в честь нового флага. Эти празднования всколыхнули новые волнения противников изменения флага и республиканской партии. Для минимизации сопротивления экземпляры нового флага были розданы во все школы, изображения включены в учебники, учителям была поставлена задача объяснять новые символы для учеников. Также этот день был объявлен правительством днём флага (в настоящее время праздник не отмечается).

## Семантика
Основными семантическими символами флага являются цвета и герб Португалии, состоящий из армиллярной сферы и национального щита.

### Цвета
Зелёный и красный цвета на фоне флага имеют неоднозначное толкование. В период Нового государства и националистического авторитарного режима в стране с 1933 по 1974 годы, зелёный истолковывали как цвет надежды, а красный — цвет крови тех, кто погиб за нацию. Некоторые источники считают, что эти значения цветов далеки от истины и являются пропагандой обоснования их выбора.
Эти два цвета до 1910 года никогда не были частью национального флага, но являлись цветами флагов многих королей и инфантов во время важных исторических периодов страны. Флаг Жуана I включал в себя зелёный крест Ависского ордена на красной кайме. Красный крест Ордена Христа на белом фоне использовался в качестве флага на кораблях мореплавателей во время эпохи великих географических открытий, зелёный фон на данном флаге появился после революции за независимость Португалии от Испании в 1640 году. По другим источникам, зелёный цвет является цветом Республиканской партии Португалии. Он присутствовал на флаге поднятом на мэрии Порту во время восстания 1891 года. На красном флаге был изображён зелёный диск с надписью «Centro Democratico Federal: 15 de Novembro» («Федеральный демократический центр: 15 ноября»). Следующие 20 лет зелёный цвет присутствовал на каждом республиканском пункте в Португалии. Красный цвет также унаследован от республиканского флага 1891 года и обозначает революционное вдохновение республиканцев, масонство. Зелёный цвет, по мнению республиканцев, означал позитивизм нации и идеально подходил под республиканскую политику партии.

### Армиллярная сфера
Армиллярная сфера является важным астрономическим и навигационным прибором, использовалась португальскими мореплавателями в неизвестных морях в эпоху великих географических открытий. В этот период развития нации сфера стала символом Португалии и появилась на флаге короля Португалии Мануэла I. Также армиллярная сфера стала использоваться на флагах кораблей курсирующих между Португалией и Бразилией, а позднее появилась и на флаге португальской колонии. Также сфера присутствовала на флаге Бразильской империи после объявления независимости от Португалии в 1822 году.
Значимость армиллярной сфере добавил архитектурный стиль мануэлино. Она является одним из главных стилистических элементов на многих объектах выполненных в данном стиле, таких как Жеронимуш и башня Белен.

### Португальский щит
Поверх армиллярной сферы на флаге располагается португальский щит. Он присутствует почти на каждом государственном флаге в истории Португалии за исключением периода правления Афонсу I. Щит является одним из самых старых символов Португалии, впервые появился на флаге во время правления Саншу I. История флага страны тесно связана с историей щита.
Внутри белого геральдического щита расположены пять маленьких щитов синего цвета с пятью белыми безантами каждый. Их появление связано с событиями XII века, произошедшими во время битвы при Оурике. Легенда гласит, что перед сражением (25 июля 1139 года) к принцу Афонсу Энрикешу (ставшему позднее королём Португалии Афонсу I) явился старый отшельник в качестве посланника Бога. Он сообщил принцу, что ранним утром, как только он услышит звон колокола ближайшей часовни, он должен выйти из палатки. На восходе солнца принц сделал всё так, как сказал старец, и, выйдя на улицу, увидел распятого на кресте Христа. Он сообщил Афонсу, что его войско одержит победу в этой битве, и что Бог находится на его стороне и будет наблюдать за ним и его войском. Уверенный в своих силах, Афонсу одержал победу в бою над соперником, превосходящим его в количестве войск. Во время битвы Афонсу убил пять мавританских королей и в память об этом взял их 5 щитов. На пяти щитах отмечено по пять безантов — по количеству ран Христа, явившегося Афонсу перед боем. Легенда имеет сомнительное происхождение, так как была зарегистрирована только в XV веке португальским летописцем Фернаном Лопесом (1419) и имеет высокие патриотические чувства, основанные на божественном вмешательстве в создание португальской нации и предназначенную для великих достижений.
Семь замков, расположенных на красной кайме флага, считаются символом португальской победы над арабами Афонсу III. В 1249 году он не только завершил освобождение страны, присоединив южную область Алгарви, но и вёл успешную борьбу с Кастилией. Афонсу III получил в жёны дочь кастильского короля и присоединил небольшую область Сильвес. В память об этом он дополнил португальский флаг красной каймой с жёлтыми замками, в соответствии с изображениями и цветами кастильского флага. Так же существует гипотеза, что количество замков на флаге было другим, и не соответствовало количеству завоёванных крепостей в Кастилии. Утверждается, что первоначально было 16 замков, затем в 1385 году их количество сократилось до девяти, а в 1485 стало семь.

## История
С момента основания Португалии национальный флаг всегда был связан с королевским гербом и до 1640 года между ними не было существенных различий. Со временем во флаг добавлялись символы текущей эпохи. О флагах XII века нет современных источников, большинство летописей было на 200 лет моложе. Отчёты о флагах XIV века также появились лишь два столетия спустя.

### 1095—1248
- Генрих Бургундский (1095)
- Король Афонсу I Великий (1143)
- Король Саншу I (1185)

Первый геральдический символ, который можно ассоциировать с португальской нацией, был изображён на щите графа Генриха Бургундского во время битвы с маврами в 1095 году. На щите был изображён синий крест на белом фоне. Тем не менее, эта версия не имеет надёжных источников и стала популярной во время националистического режима нового государства.
Сын Генриха Бургундского, Афонсу Энрикеш, стал наследником графа и сохранил флаг изображённый на щите. В 1139 году, несмотря на превосходящую по силе армию Альморавидов, он одержал победу в битве при Оурике и провозгласил себя Афонсу I — первым португальским королём. После официального признания в 1143 году королевством Леон независимости Португалии, Афонсу изменил свой щит, чтобы отразить новый политический статус. Источники сообщают, что на синий крест он добавил 5 щитов изображённых в виде 11 серебряных безантов, выбитых гвоздями. Один щит располагался по центру и по одному щиту было на каждом луче, отходящем от центра креста. Есть версия, что серебряные безанты на флаге означали право Афонсу I чеканить свои монеты.
Во время правления Афонсу I не было обычая ремонтировать свои щиты после боя, поэтому такие изменения щита, как стёртость краски, потеря небольшой части щита были очень распространены. Когда Саншу I, сын Афонсу I, в 1185 году стал королём Португалии, часть синей краски, образующей крест на щите, стёрлась. Эта непроизвольная деградация стала главной в эволюции государственного герба, когда большой синий крест из-за потертости краски превратился в 5 групп выбитых безантов. На щите Саншу I на белом фоне изображение приняло вид мнимого креста, изображенного синими щитами, углы которого направлены в центр креста. Также на синих щитах были изображены 11 безантов. Данный щит использовал и внук Саншу I — Саншу II. Следующее изменение в изображении на щите было сделано в 1248 году, когда младший брат Саншу II стал королём после его смерти.

### 1248—1495
- Король Афонсу III (1248)
- Король Жуан I (1385)
- Король Жуан II (1485)

Афонсу III не был старшим сыном Афонсу II , и по геральдическим обычаям не мог взять щит своего отца без каких-либо изменений. В 1253 году Афонсу III женился на Беатрис — незаконнорождённой дочери короля Кастилии Альфонсо X. Вероятно, именно это обстоятельство послужило добавлением на щит замка, который был на гербе Кастилии и символизировал множество кастильских замков. Было добавлено некоторое количество жёлтых замков расположенных на красной кайме. Количество безантов колебалось между 7-ю, 11-ю и 16-ю, а количество замков было зафиксировано только в конце XVI века.
Использовавшаяся при Саншу I внутренняя часть щита оставалась без изменений, но количество безантов на щитах менялось. Этот дизайн флага использовался всеми португальскими королями Бургундской династии до 1383 года. После смерти последнего короля династии Фернанду I наступило португальское междуцарствие, длившееся два года.
В 1385 году, после битвы при Алжубарроте, королём Португалии стал Жуан I, положивший начало Ависской династии. В своё личное знамя Жуан I добавил зелёную геральдическую лилию, разместив её на красной кайме вместо среднего замка на каждой стороне флага. Таким образом, количество замков сократилось до 12, так же сократилось количество безантов с 11 до 7.
Этот флаг использовался на протяжении 100 лет, от Жуана I до его внука Жуана II. В 1485 году в дизайне флага произошли изменения: были удалены геральдические лилии, сглажены нижние и выпрямлены верхние края внутренних геральдических щитов, окончательно было закреплено 5 безантов на каждом щите и сокращено до 7 количество замков на красной кайме. Данный флаг Жуана II был последним изображенным на прямоугольном полотнище. После смерти короля в 1495 году, в дизайне флага были сделаны радикальные изменения.

### 1495—1667
- Король Мануэл I (1495)
- Король Себастьян I (1578)
- Король Жуан IV (1640)

## Исторические флаги
- 1495—1578
- 1578—1640
- 1640—1667
- 1667—1707
- 1707—1815 и 1822—1830
- 1815—1822
- 1830—1911